# Gai Claudi Neró (cònsol 207 aC)
Gai Claudi Neró (en llatí Caius Claudius Nero) va ser un magistrat romà que pertanyia a la Gens Clàudia, branca dels Tiberii. Portava el cognomen Neró, paraula d'origen sabí que pel que sembla volia dir 'vigorós' o 'coratjós', va ser adoptat pel fundador de la família Tiberi Claudi Neró, fill d'Appi Claudi Cec. Gai era net d'aquest Tiberi Claudi Neró. Brillant militar contra els cartaginesos exercí les més altes magistratures cònsol i censor, entre d'altres.
En el quart consolat de Quint Fabi Màxim Berrugós i el tercer de Marc Claudi Marcel (214 aC) va comandar un cos de cavalleria. Va rebre ordres d'atacar la rereguarda d'Hanníbal a la Tercera Batalla de Nola, però no va arribar a temps i el cònsol Marcel va ser derrotat pels cartaginesos. Neró el va castigar severament. Després va ser pretor segurament el 212 aC i els cònsols Quint Fulvi Flac i Appi Claudi Pulcre el van ajudar al setge de Càpua. Va ser designat propretor a Hispània l'any 211 aC a la mort de Gneu Corneli Escipió per lluitar contra Hasdrúbal Barca, i va desembarcar a Tarraco, però Hasdrúbal va eludir el seu atac. Cridat després a Itàlia, el 209 aC va ser legat sota Marcel, i va participar en la batalla de Canusium, on van derrotar Hanníbal.
L'any 207 aC va exercir com a cònsol (al costat del seu amic personal Marc Livi Salinàtor) i va anar al sud d'Itàlia contra els cartaginesos on va derrotar a Hanníbal en alguns encontres. Hanníbal es va retirar a Metapont i Neró va capturar als missatgers que li enviava el seu germà Hasdrúbal. Neró va decidir marxar contra Hasdrúbal que es volia reunir amb Hanníbal a l'Úmbria, va comunicar el seu desig al senat i el va instruir de com actuar. Junt amb el seu col·lega Marc Livi (amb el que es va reunir al Picè) es va dirigir a l'Úmbria on va lliurar la batalla del Metaure contra Hasdrúbal, en la que el general cartaginès va morir. Va ser la més gran carnisseria de tota la guerra. Neró va retornar al sud portant el cap d'Hasdrúbal que va tirar al campament d'Hanníbal, i dos captius per explicar el que havia passat. Quan es va celebrar el triomf Marc Livi va gaudir dels màxims honors (carruatge amb quatre cavalls) perquè la batalla s'havia lliurat a la seva província, però l'opinió pública sabia que el mèrit era de Neró.
Més tard va ser censor (204 aC) i el 201 aC va ser enviat com ambaixador a Ptolemeu V Epífanes d'Egipte, per comunicar la victòria final a la guerra i agrair la fidelitat egípcia.
Va morir ja al segle ii aC.